# Oxyopes setipes
Oxyopes setipes là một loài nhện trong họ Oxyopidae.
Loài này thuộc chi Oxyopes. Oxyopes setipes được Tord Tamerlan Teodor Thorell miêu tả năm 1890.